# Królewski Złoty Medal

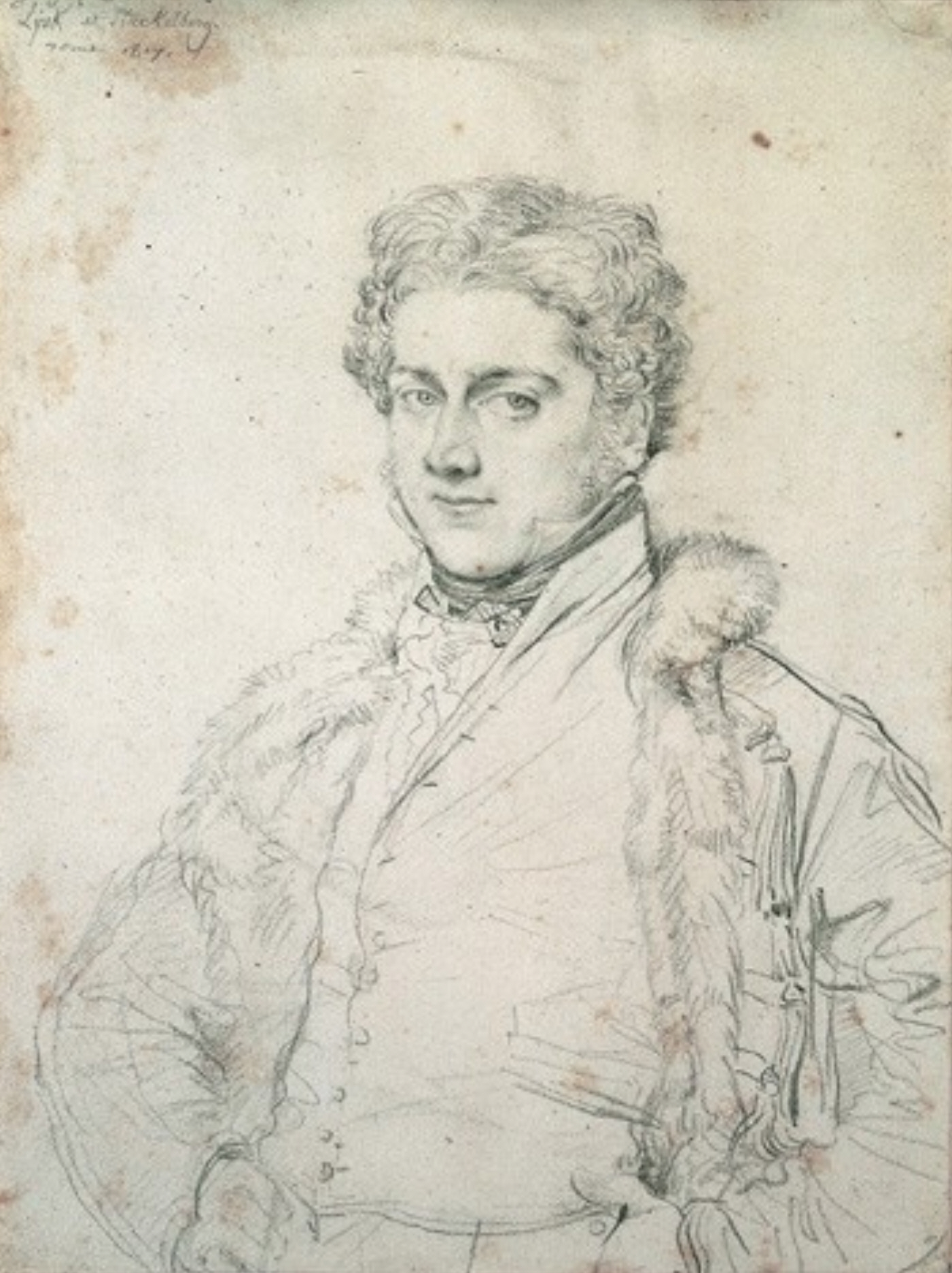
Pierwszy laureat nagrody: Charles Robert Cockerell

Królewski Złoty Medal Królewskiego Instytutu Architektów Brytyjskich – prestiżowa nagroda przyznawana corocznie przez Królewski Instytut Architektów Brytyjskich w imieniu brytyjskiego monarchy, w uznaniu dla indywidualnych lub grupowych zasług dla międzynarodowej architektury.

## Historia
Nagroda została po raz pierwszy przyznana w 1848 roku, a jej laureatem był angielski architekt Charles Robert Cockerell. Wśród nagrodzonych znaleźli się m.in.: Eugène Viollet-le-Duc (1864), Frank Lloyd Wright (1941), Le Corbusier (1953), Walter Gropius (1956), Ludwig Mies van der Rohe (1959), Buckminster Fuller (1968). Pierwszym międzynarodowym laureatem był Włoch Luigi Canina, który otrzymał Royal Gold Medal w 1849 roku.
Nie wszyscy odznaczeni byli architektami. Nagroda była przyznawana również inżynierom: Ove Arup (1966) i Peter Rice (1992), którzy odegrali wybitne role w realizacji znaczących konstrukcji na całym świecie w XX wieku. Wielokrotnie przyznano nagrodę również pisarzom, których dzieła dotyczyły architektury: Robert Willis (1862), Nikolaus Pevsner (1967) i sir John Summerson (1976). Pośród laureatów znajdują się również archeolodzy: sir Austen Henry Layard (1868), Karl Richard Lepsius (1869), Melchior de Vogüé (1879), Heinrich Schliemann (1885), Rodolfo Lanciani (1900) i sir Arthur Evans (1909), a także malarze: Lord Leighton (1894) i sir Lawrence Alma-Tadema (1906). Wyjątek stanowi również miasto Barcelona, uhonorowane w 1999 roku.

## Laureaci
- 2024: Lesley Lokko
- 2023: Yasmeen Lari
- 2022: Balkrishna Doshi
- 2021: David Adjaye
- 2020: Grafton Architects (założone przez Shelley McNamara i Yvonne Farrell), Irlandia
- 2019: Nicholas Grimshaw, Wielka Brytania
- 2018: Neave Brown, USA/Wielka Brytania
- 2017: Paulo Mendes da Rocha, Brazylia
- 2016: Zaha Hadid, Wielka Brytania
- 2015: Sheila O'Donnell i John Tuomey (założyciele O'Donnell & Tuomey), Irlandia
- 2014: Joseph Rykwert, Wielka Brytania
- 2013: Peter Zumthor, Szwajcaria
- 2012: Herman Hertzberger, Holandia
- 2011: David Chipperfield, Niemcy
- 2010: Ieoh Ming Pei, Chiny
- 2009: Álvaro Siza, Portugalia
- 2008: Edward Cullinan, Wielka Brytania
- 2007: Herzog & de Meuron, Szwajcaria
- 2006: Toyo Ito, Japonia
- 2005: Frei Otto, Niemcy
- 2004: Rem Koolhaas, Holandia
- 2003: Rafael Moneo, Hiszpania
- 2002: Archigram, Wielka Brytania
- 2001: Jean Nouvel, Francja
- 2000: Frank Gehry, USA
- 1999: miasto Barcelona, Hiszpania
- 1998: Oscar Niemeyer, Brazylia
- 1997: Tadao Andō, Japonia
- 1996: Harry Seidler Austria/Australia
- 1995: Colin Rowe, Wielka Brytania/USA
- 1994: Michael i Patricia Hopkins
- 1993: Giancarlo De Carlo, Włochy
- 1992: Peter Rice, Irlandia
- 1991: Colin Stansfield Smith, Wielka Brytania
- 1990: Aldo van Eyck, Holandia
- 1989: Renzo Piano, Włochy
- 1988: Richard Meier, USA
- 1987: Ralph Erskine, Wielka Brytania
- 1986: Arata Isozaki, Japonia
- 1985: Sir Richard Rogers, Wielka Brytania
- 1984: Charles Correa, Indie
- 1983: Sir Norman Foster, Wielka Brytania
- 1982: Berthold Lubetkin, Rosja
- 1981: Sir Philip Dowson, Wielka Brytania
- 1980: James Stirling, Wielka Brytania
- 1979: Charles i Ray Eames, USA
- 1978: Jørn Utzon, Dania
- 1977: sir Denys Lasdun, Wielka Brytania
- 1976: sir John Summerson, Wielka Brytania
- 1975: Michael Scott, Irlandia
- 1974: Powell and Moya, Wielka Brytania/USA
- 1973: sir Leslie Martin, Wielka Brytania
- 1972: Louis Kahn, USA
- 1971: Hubert de Cronin Hastings, Wielka Brytania
- 1970: Robert Matthew, Wielka Brytania
- 1969: Jack Coia, Wielka Brytania
- 1968: Buckminster Fuller, USA
- 1967: sir Nikolaus Pevsner, Niemcy
- 1966: Ove Arup, Wielka Brytania/Dania
- 1965: Kenzō Tange, Japonia
- 1964: Maxwell Fry, Wielka Brytania
- 1963: sir William Holford, Wielka Brytania
- 1962: Sven Markelius, Szwecja
- 1961: Lewis Mumford, USA
- 1960: Pier Luigi Nervi, Włochy
- 1959: Ludwig Mies van der Rohe, Niemcy/ USA
- 1958: Robert Schofield Morris, Kanada
- 1957: Alvar Aalto, Finlandia
- 1956: Walter Gropius, Niemcy/ USA
- 1955: John Murray Easton, Wielka Brytania
- 1954: sir Arthur George Stephenson, Wielka Brytania
- 1953: Le Corbusier, Francja
- 1952: George Grey Wornum, Wielka Brytania
- 1951: Emanuel Vincent Harris, Wielka Brytania
- 1950: Eliel Saarinen, Finlandia
- 1949: sir Howard Robertson Wielka Brytania/USA
- 1948: Auguste Perret, Francja
- 1947: sir Albert Richardson, Wielka Brytania
- 1946: sir Patrick Abercrombie, Wielka Brytania
- 1945: Wiktor Wiesnin, Związek Radziecki
- 1944: sir Edward Maufe, Wielka Brytania
- 1943: sir Charles Herbert Reilly, Wielka Brytania
- 1942: William Curtis Green, Wielka Brytania
- 1941: Frank Lloyd Wright, USA
- 1940: Charles Voysey, Wielka Brytania
- 1939: sir Percy Thomas, Wielka Brytania
- 1938: Ivar Tengbom, Szwecja
- 1937: sir Raymond Unwin, Wielka Brytania
- 1936: Charles Holden, Wielka Brytania
- 1935: Willem Marinus Dudok, Holandia
- 1934: Henry Vaughan Lanchester, Wielka Brytania
- 1933: sir Charles Reed Peers, Wielka Brytania
- 1932: Hendrik Petrus Berlage, Holandia
- 1931: sir Edwin Cooper, Wielka Brytania
- 1930: Percy Worthington, Wielka Brytania
- 1929: Victor Laloux, Francja
- 1928: sir Guy Dawber, Wielka Brytania
- 1927: sir Herbert Baker, Wielka Brytania
- 1926: Ragnar Ostberg, Szwecja
- 1925: sir Giles Gilbert Scott, Wielka Brytania
- 1924: brak nagrody
- 1923: sir John James Burnet, Wielka Brytania
- 1922: Thomas Hastings, USA
- 1921: sir Edwin Lutyens, Wielka Brytania
- 1920: Charles Girault, Francja
- 1919: Leonard Stokes, Wielka Brytania
- 1918: Ernest Newton, Wielka Brytania
- 1917: Henri Paul Nénot, Francja
- 1916: sir Robert Rowand Anderson, Wielka Brytania
- 1915: Frank Darling, Kanada
- 1914: Jean-Louis Pascal, Francja
- 1913: sir Reginald Blomfield, Wielka Brytania
- 1912: Basil Champneys, Wielka Brytania
- 1911: Wilhelm Dörpfeld, Niemcy
- 1910: sir Thomas Graham Jackson, Wielka Brytania
- 1909: sir Arthur Evans, Wielka Brytania
- 1908: Honoré Daumet, Francja
- 1907: John Belcher, Wielka Brytania
- 1906: sir Lawrence Alma-Tadema, Holandia
- 1905: sir Aston Webb, Wielka Brytania
- 1904: Auguste Choisy, Francja
- 1903: Charles Follen McKim, USA
- 1902: Thomas Edward Collcutt, Wielka Brytania
- 1901: brak nagrody
- 1900: Rodolfo Lanciani, Włochy
- 1899: George Frederick Bodley, Wielka Brytania
- 1898: George Aitchison, Wielka Brytania
- 1897: Pierre Cuypers, Holandia
- 1896: sir Ernest George, Wielka Brytania
- 1895: James Brooks, Wielka Brytania
- 1894: Frederic Leighton, Wielka Brytania
- 1893: Richard Morris Hunt, USA
- 1892: César Daly, Francja
- 1891: sir Arthur Blomfield, Wielka Brytania
- 1890: John Gibson, Wielka Brytania
- 1889: sir Charles Thomas Newton, Wielka Brytania
- 1888: Baron Theophil von Hansen, Austria
- 1887: Ewan Christian, Wielka Brytania
- 1886: Charles Garnier, Francja
- 1885: Heinrich Schliemann, Niemcy
- 1884: William Butterfield, Wielka Brytania
- 1883: Francis Penrose, Wielka Brytania
- 1882: Heinrich von Ferstel, Austria
- 1881: George Godwin, Wielka Brytania
- 1880: John Loughborough Pearson, Belgia
- 1879: Melchior de Vogüé, Francja
- 1878: Alfred Waterhouse, Wielka Brytania
- 1877: Charles Barry Jr., Wielka Brytania
- 1876: Joseph-Louis Duc, Francja
- 1875: Edmund Sharpe, Wielka Brytania
- 1874: George Edmund Street, Wielka Brytania
- 1873: Thomas Henry Wyatt, Wielka Brytania
- 1872: Friedrich von Schmidt, Niemcy/Austria
- 1871: James Fergusson, Wielka Brytania
- 1870: Benjamin Ferrey, Wielka Brytania
- 1869: Karl Richard Lepsius, Niemcy
- 1868: sir Austen Henry Layard, Wielka Brytania
- 1867: Charles Texier, Francja
- 1866 sir Matthew Digby Wyatt, Wielka Brytania
- 1865 sir James Pennethorne, Wielka Brytania
- 1864 Eugène Viollet-le-Duc, Francja
- 1863 Anthony Salvin, Wielka Brytania
- 1862 Robert Willis, Wielka Brytania
- 1861 Jean-Baptiste Lesueur, Francja
- 1860 Sydney Smirke, Wielka Brytania
- 1859 sir George Gilbert Scott, Wielka Brytania
- 1858 Friedrich August Stüler, Niemcy
- 1857 Owen Jones, Wielka Brytania
- 1856 sir William Tite, Wielka Brytania
- 1855 Jacques Ignace Hittorff, Francja
- 1854 Philip Hardwick, Wielka Brytania
- 1853 sir Robert Smirke, Wielka Brytania
- 1852 Leo von Klenze, Niemcy
- 1851 Thomas Donaldson, Wielka Brytania
- 1850 sir Charles Barry, Wielka Brytania
- 1849 Luigi Canina, Włochy
- 1848 Charles Robert Cockerell, Wielka Brytania